# Mostafá Chamrán
Mostafá Chamrán Saveí (Teherán, 1932 - 21 de junio de 1981) conocido como Doctor Chamrán y Shahid (en español: Mártir) Chamrán, fue un físico, político (miembro de Consejo Central del Movimiento de Liberación de Irán), ministro de Defensa en el gobierno de Mehdi Bazargan y el gobierno interino del Consejo de la Revolución, y uno de los compañeros de Musa Sadr en el establecimiento del Movimiento Amal (Líbano). Fue también miembro del primer periodo de la Asamblea Consultiva Islámica, comandante en la guerra entre Irán e Irak, y el fundador de la Sede de la Guerra Irregular. Otro de los cargos importantes fue el de coordinador entre las fuerzas del Ejército de Irán, los Cuerpos de los Guardias de la Revolución Islámica, y los cuerpos voluntarios populares que estaban activos en la región. Mostafá Chamrán fue asesinado el 21 de junio de 1981 en la ruta entre Dehlavieh y Susangerd por metralla de un mortero.

## Vida
Mostafá Chamrán nació en 1932 en Teherán, y era hijo de Hasan Chamrán Savei, que había emigrado del pueblo Chamrán en los alrededores de Saveh, a Teherán. Chamrán fue a una escuela en el sur de Teherán e hizo su educación secundaria en Dar al-Fonun y Alborz. En 1944 fue admitido en el grado de Electromecánica en el Departamento de Ingeniería de la Universidad de Teherán, donde llegó a ser un estudiante distinguido. Después obtuvo una beca para estudiar en la Universidad de Texas A&M e hizo su Máster en Ingeniería de Electricidad. Después fue a la Universidad de California, en Berkeley, para hacer su doctorado en Física de Plasmas. Fue un estudiante distinguido allí también y su tesis se convirtió en referencia de dos artículos sobre la física de plasmas. En los años 1960s trabajó en los laboratorios Bell y también en el Laboratorio de Propulsión a Reacción de la NASA. Aparte del persa, hablaba árabe, turco, francés, inglés y alemán, y además de la ciencia, estaba interesado en el arte.

## Actividad política y militar

Fallahi, Chamran y Aqazamani en la ciudad de Paveh en Kurdestan de Irán

Chamrán fue uno de los primeros miembros de la Asociación Islámica de Estudiantes de la Universidad de Teherán. Fue activo en las luchas políticas del periodo de Mosaddeq, desde el Parlamento 14 hasta la nacionalización del petróleo. El 5 de diciembre de 1953 fue uno de los manifestantes contra la presencia de Nixon, a la sazón, vicepresidente de los Estados Unidos, cuando la Policía arremetió contra el Departamento de Ingeniería de la Universidad de Teherán.
En el año 1962, después de su graduación, se mudó a Nueva Jersey con su familia y mientras pertenecía al Consejo Central del Frente Nacional militó como miembro de su Consejo Ejecutivo. Movilización de los estudiantes frente a la sede de la ONU en Nueva York, frente a la Casa Blanca y también frente a la Embajada de Irán en Washington y otros consulados en Chicago, Nueva York, San Francisco, para protestar por la situación político-social de Irán, fueron parte de sus luchas y actividades en los años antes de la Revolución Islámica.
Chamrán estuvo trabajando en una de las instituciones importantes de investigación en Estados Unidos: los Laboratorios Bell. Trabajó en esta institución hasta 1967, año en que se marcha a Oriente Medio con sus camaradas. En Estados Unidos, Chamrán fue coordinador de los grupos pro-Palestinos. Después de la guerra árabe-israelí y la dura derrota infligida a los países árabes seguida del ambiente negativo reinante contra los musulmanes, Chamrán decidió abandonar los Estados Unidos, viajar a Oriente Medio, y participar directamente en los eventos del Mundo Islámico y la lucha contra los enemigos.
Después de su graduación y de las manifestaciones de junio de 1963 en Irán, Chamrán fue a Egipto y estableció la primera base de instrucción para la lucha armada. Durante dos años, en la época de la presidencia de Gamal Abdel Nasser en Egipto, Chamrán superó los cursos más duros de guerrillas y partisanos y fue elegido como el mejor estudiante del curso.
Establecer una base independiente para a instruir a militantes iraníes en Líbano fue uno de los objetivos de Chamrán. En el Líbano, Chamrán ayudó a Musa Sadr a establecer el Movimiento Amal como rama militar de “Harekat al-Mahrumin” (en español: Movimiento de los Desheredados). Desde 1971, desde que Chamrán fue al sur del Líbano, empezó dar clases de ideología islámica a la manera de las Asociaciones Islámicas de Estudiantes en Irán.
Durante los disturbios del Kurdistán, Chamrán fue a la región acompañando de Valiollah Fallahi para enfrentarse los separatistas que se rebelaron contra el gobierno central. Ghale-Hesar, en la ruta de Urmia-Serv, había caído en manos rebeldes y los cuerpos de Gendarmería y los voluntarios locales se habían retirado después de muchas víctimas mortales. Su primera gesta militar, al lado de Fallahi, jefe de las Fuerzas Terrestres del Ejército, Chamrán, en primera línea de las fuerzas militares y con un lanzagranadas en la mano abrió la ruta para los tanques, liberando el paso de montaña.

## Misticismo y arte
Chamrán tuvo una faceta mística y le interesaba la poesía de Rumi. Chamrán dejó como legado muchas ilustraciones artísticas, incluido pinturas, esculturas, y fotografías. La pintura fue una de las artes que más le interesaban. Existen múltiples ilustraciones de él al óleo.